# Cerrito de la Victoria
Cerrito de la Victoria es la denominación del barrio que se ubica en el centro-este de la ciudad de Montevideo, al sudeste del arroyo Miguelete. Su límite se encuentra delimitado por las calles Bulevar José Batlle y Ordóñez, Avenida General Flores, avda San Martín y Chimborazo. También en las proximidades del barrio se encuentra la Plaza del Ejército en el cruce de los ejes de la Avda. General Flores y Bulevar José Batlle y Ordóñez.

## Historia
Su cerro de 72 metros de altura proporciona buena vista de la zona, que fue utilizada en los sitios militares más largos de Montevideo (1811, 1812-1814 y 1843 hasta 1851).
Su nombre data la victoria revolucionaria ante tropas españolas en 1812.
En el curso de la Guerra Grande de 1843-1851, los blancos y federales de Manuel Oribe sitiaron Montevideano e instalaron su sede allí, el llamado Gobierno. En torno al mismo se gestó una población que, en el siglo XX, se unió al resto de la ciudad en una sola urbanización.
En su falda se instaló en 1910 una estación telegráfica, inaugurada en enero de 1912 con nueve torres de telegrafía sin hilos.
En la cumbre del pequeño cerro se inauguró en 1926 el Santuario Nacional del Cerrito de la Victoria, uno de los templos católicos más grandes de Montevideo, mientras la urbanización hizo del lugar una populosa zona residencial con extensos centros comerciales en sus principales avenidas.
También fue considerado como el "Barrio Obrero" de Montevideo por la cantidad de fábricas que allí se instalaban como la fábrica de jabones Torino entre las más importantes.

## Vida cultural
El 1 de julio de 2014, la Junta Departamental de Montevideo, según el decreto 30.815, designa con el nombre de Plazuela Arq. Horacio Terra Arocena, al espacio libre delimitado por la Avda. Gral. San Martín y las calles Santiago Sierra, Granaderos y León Pérez.
Horacio Terra Arocena nació en Montevideo, el 6 de mayo de 1894 y murió en 1985, fue arquitecto y político uruguayo, y perteneció a la Unión Cívica del Uruguay.
Se graduó como arquitecto en la Universidad de la República en 1918. Dentro de sus obras proyectó y construyó numerosas residencias privadas, y templos como el Santuario Nacional del Cerrito de la Victoria y la iglesia de la Santísima Trinidad en Flores. 
Al lado de la plazuela se encuentra el Centro Cultural Guyunusa, perteneciente al Municipio D, programa Montevideo Esquinas del Departamento de Cultura de la I.M.,  ubicado en la Avda. Gral. San Martín 3949, es un lugar cultural  y de recreación barrial.
Sobre la calle Granaderos se encuentra el cine Grand Prix, inaugurado el 20 de junio de 1962, que funcionó hasta el año 1979. El 11 de julio de 2012 el cine volvió a abrir sus puertas, convirtiéndose en el segundo cine de barrio activo de Montevideo (el otro pertenece al colegio San Francisco de Sales Maturana en el barrio Bella Vista).
Siguiendo hacia el centro por la Avda. Gral. San Martín al 3820, se encuentra el Colegio y Liceo Misericordista, creada por Monseñor Víctor Scheppers en Bélgica y que hoy está presente en Italia, Bélgica, Canadá, Argentina, Burundi e India. Abarca desde la educación inicial de dos años, hasta la etapa liceal; cuenta con una escuela de animadores, realizan trabajos comunitarios para «Un techo para mi país», realizan talleres, campamentos y encuentros deportivos.
La Plaza de Deportes N.º 4 está ubicada en León Pérez y Juan Arteaga. Desde 1948 a 1951 los vecinos y autoridades integrantes de la Comisión Local de Educación Física trabajaron activamente junto con la Comisión Nacional de Educación Física para logar el sueño de la Plaza de Deportes. Finalmente, el 19 de junio de 1951 se inaugura la Plaza N.º 4. La misma fue re-inaugurada el 24 de mayo de 2012, con el estreno de su propio gimnasio cerrado de 36 x 18mt, gracias al presupuesto participativo del año 2007 en colaboración con el Ministerio de Turismo y Deporte para llevar a cabo la obra que costó 10 millones de pesos. 
A nivel deportivo se  destacan especialmente los clásicos rivales en fútbol: el Club Sportivo Cerrito, fundado el 28 de octubre de 1929 y el Club Atlético Rentistas (26 de marzo de 1933). Existen además varios clubes amateur y de baby fútbol. En el límite con el barrio Borro se encuentra el estadio Parque Maracaná, ubicado en Bulevar Aparicio Saravia 1327, esquina Avenida Burgues. El estadio cuenta con una capacidad de 3364 espectadores sentados (8.000 de pie) y se ubica en un terreno propiedad de la Intendencia Departamental de Montevideo, que es utilizado por Cerrito en concesión.
Se destacan lugares recreativos abiertos como las plazas "31 de diciembre" y "Plaza del Ejército".

## Locomoción
Las líneas de ómnibus urbanos que transitan por el barrio son las siguientes: 2-144-145-155-156-158-174-195-199-306-328-329-396-456-538-169-505-175.